# Varakī
Varakī (persiska: وركی) är en ort i Iran.   Den ligger i provinsen Mazandaran, i den norra delen av landet, 170 km öster om huvudstaden Teheran. Varakī ligger 675 meter över havet och antalet invånare är 378.
Terrängen runt Varakī är kuperad. Runt Varakī är det ganska tätbefolkat, med 58 invånare per kvadratkilometer. Närmaste större samhälle är Lājīm, 5,7 km sydväst om Varakī. I omgivningarna runt Varakī växer i huvudsak blandskog.